# Liesle
Liesle là một xã của tỉnh Doubs, thuộc vùng Bourgogne-Franche-Comté, miền đông nước Pháp.

## Dân số
| Năm | 1792 | 1890 | 1962 | 1968 | 1975 | 1982 | 1990 | 1999 | 2005 | 2008 |
| --- | ---- | ---- | ---- | ---- | ---- | ---- | ---- | ---- | ---- | ---- |
| Dân số | 1205 | 850  | 533  | 546  | 503  | 495  | 572  | 552  | 576  | 562  |
| From the year 1962 on: No double counting—residents of multiple communes (e.g. students and military personnel) are counted only once. |      |      |      |      |      |      |      |      |      |      |